# (1641) Tana
(1641) Tana es un asteroide perteneciente al cinturón de asteroides descubierto por Cyril V. Jackson desde el observatorio Union de Johannesburgo, República Sudaficana, el 25 de julio de 1935.

## Designación y nombre
Tana fue designado al principio como 1935 OJ.
Más adelante se nombró por el Tana, un río de Kenia.

## Características orbitales
Tana está situado a una distancia media del Sol de 3,018 ua, pudiendo alejarse hasta 3,326 ua y acercarse hasta 2,71 ua. Su excentricidad es 0,1021 y la inclinación orbital 9,338.º Emplea en completar una órbita alrededor del Sol 1915 días.